# Ganggrab bei Meyenburg
Das Ganggrab bei Meyenburg liegt zwischen Meyenburg in der Gemeinde Schwanewede im Landkreis Osterholz und Uthlede in der Gemeinde Hagen im Bremischen im Landkreis Cuxhaven in Niedersachsen. Das Ganggrab ist eine Bauform jungsteinzeitlicher Megalithanlagen, die aus einer Kammer und einem baulich abgesetzten, lateralen Gang besteht. Diese Form ist primär in Dänemark, Deutschland und Skandinavien, sowie vereinzelt in Frankreich und den Niederlanden zu finden. Die Megalithanlage aus der Jungsteinzeit wurde von den Leuten der Trichterbecherkultur (TBK) zwischen 3500 und 2800 v. Chr. errichtet.

## Lage

Lage

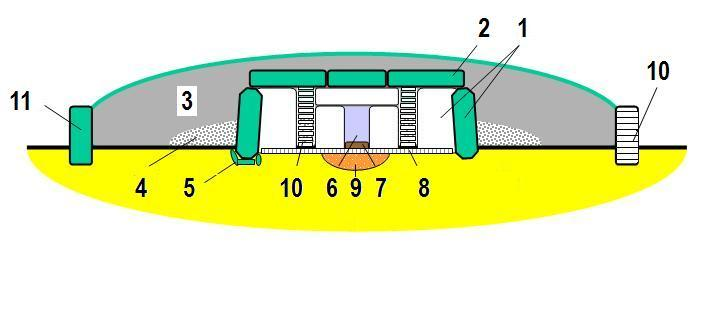
Schema Ganggrab (Querschnitt) 1=Trag-, 2= Deckstein, 3=Erdhügel, 4=Dichtung, 5=Verkeilsteine, 6=Zugang, 7= Schwellenstein. 8=Bodenplatten, 9=Unterbodendepots, 10=Zwischenmauerwerk 11=Randsteine

Das Ganggrab mit der Sprockhoff-Nr. 629 liegt vor der Brücke über die A27 an der Straße „Bei der Neuen Mühle“ am Waldrand. Es entstand ebenso wie die nahen Anlagen im Forst Düngel zwischen 3500 und 2800 v. Chr. in der Jungsteinzeit. Das Ganggrab ist eine Bauform jungsteinzeitlicher Megalithanlagen, die aus einer Kammer und einem baulich abgesetzten, lateralen Gang besteht. Diese Form ist primär in Dänemark, Deutschland und Skandinavien, sowie vereinzelt in Frankreich und den Niederlanden zu finden. Neolithische Monumente sind Ausdruck der Kultur und Ideologie jungsteinzeitlicher Gesellschaften. Ihre Entstehung und Funktion gelten als Kennzeichen der sozialen Entwicklung.

## Beschreibung
Die stark gestörte Kammer hat etwa 11,3 Meter Länge. Große Kammerlängen sind in Deutschland östlich der Weser ungewöhnlich, am ehesten lässt sich Meyenburg mit Anlagen im Emsland und in den Niederlanden vergleichen. Die Länge entspricht aber durchaus auch Längen wie sie in Dänemark und Schweden vereinzelt anzutreffen sind. Deutlich zu erkennen ist die trapezoide Form der Kammer (2,0 Meter auf 1,5 Meter Breite), bei der die Steine (ähnlich wie beim Ganggrab von Missunde) nach Westen zu auch niedriger werden. Beide Schlusssteine und 14 der einst 16 Tragsteine der Langseiten sind noch erhalten, wenn auch nicht alle in ursprünglicher Lage. Von den ehemals wohl acht Decksteinen liegt nur einer in situ. Weitere sind in die Kammer gestürzt. Ein Stein ist gespalten. Er weist noch tiefe Spuren vom Versuch auf, ihn weiter zu spalten. Ein Stein vor der Mitte der Südseite wird als Rest des Ganges interpretiert. Reste der ehemaligen Einfassung des Hügels sind nicht mehr feststellbar.
Im Wald unweit der Steinkammer liegt ein großer Grabhügel, der vielleicht ein Steingrab birgt.